# Мартін (округ, Техас)
Шаблон:StateAbbr_ 32°18′ пн. ш. 101°58′ зх. д. / 32.3° пн. ш. 101.96° зх. д.
Округ Мартін (англ. Martin County) — округ (графство) у штаті Техас, США. Ідентифікатор округу 48317.

## Історія
Округ утворений 1884 року.

## Демографія
За даними перепису 2000 року загальне населення округу становило 4746 осіб, зокрема міського населення було 2501, а сільського — 2245. Серед мешканців округу чоловіків було 2319, а жінок — 2427. В окрузі було 1624 домогосподарства, 1257 родин, які мешкали в 1898 будинках. Середній розмір родини становив 3,36.
Віковий розподіл населення поданий у таблиці:
| Стать    | До 15 років | 15-21 | 22-29 | 30-39 | 40-49 | 50-65 | 65-85 | Понад 85 |
| -------- | ----------- | ----- | ----- | ----- | ----- | ----- | ----- | -------- |
| Чоловіки | 663         | 250   | 198   | 299   | 296   | 326   | 258   | 29       |
| Жінки    | 658         | 232   | 214   | 352   | 304   | 322   | 283   | 62       |

## Суміжні округи
- Доусон — північ
- Говард — схід
- Гласскок — південний схід
- Мідленд — південь
- Ендрюс — захід
- Ґейнс — північний захід

## Виноски
1. ↑  U.S. Decennial Census. United States Census Bureau. Архів оригіналу за 7 травня 2015. Процитовано 4 травня 2015.(англ.) Наведено за англійською вікіпедією.
2. ↑  Texas Almanac: Population History of Counties from 1850–2010 (PDF). Texas Almanac. Архів (PDF) оригіналу за 19 квітня 2015. Процитовано 4 травня 2015.(англ.) Наведено за англійською вікіпедією.
3. ↑  State & County QuickFacts. United States Census Bureau. Архів оригіналу за 18 жовтня 2011. Процитовано 21 грудня 2013.(англ.) Наведено за англійською вікіпедією.
4. ↑  American FactFinder. Бюро перепису населення США. Архів оригіналу за 26 лютого 2012. Процитовано 31 січня 2008.

| США | Це незавершена стаття з географії США. Ви можете допомогти проєкту, виправивши або дописавши її. |